# Ефременко, Георгий Георгиевич
Георгий Георгиевич Ефременко (родился 15 января 1986, Ростов-на-Дону) — российский спортсмен, вице-чемпион Европы по академической гребле.

## Биография
Участник двух чемпионатов мира. Лучший результат — 9 место (2013).
Участник шести чемпионатов Европы. Серебряный (2014) и бронзовый (2015) призёр чемпионата Европы в соревнованиях восьмёрок.
Чемпион Универсиады - 2013.